# Matheus Jussa
Matheus Jussa, pseudonimo di Matheus Isaías dos Santos (Osasco, 22 marzo 1996), è un calciatore brasiliano, difensore o centrocampista dello Shanghai Haigang.

## Caratteristiche tecniche
È un difensore centrale che può agire anche da mediano.

## Carriera
Cresciuto nel settore giovanile del Portuguesa, debutta in prima squadra il 10 settembre 2014 in occasione dell'incontro di Série B perso 1-0 contro il Santa Cruz. Nel 2015 si trasferisce a titolo gratuito al Vasco da Gama dove però milita nella formazione Under-20 senza riuscire ad esordire in prima squadra.
Successivamente gioca per alcune stagioni nei campionati statali con le maglie di Bonsucesso, Botafogo-SP e São Bernardo fino alla firma nel 2019 con l'Oeste, militante in Série B.
Nel 2020 passa in prestito all'Internacional con cui debutta nel Brasileirão il 20 agosto in occasione dell'incontro vinto 3-0 contro l'Atl. Goianiense; il 23 ottobre seguente gioca l'incontro di Coppa Libertadores contro l'Universidad Católica. Scaduto il prestito fa rientro all'Oeste e nel 2021 viene girato in prestito al Fortaleza.

## Statistiche
Statistiche aggiornate al 4 luglio 2021.

### Presenze e reti nei club
| Stagione        | Squadra         | Campionato      | Campionato | Campionato | Coppe nazionali | Coppe nazionali | Coppe nazionali | Coppe continentali | Coppe continentali | Coppe continentali | Altre coppe | Altre coppe | Altre coppe | Totale | Totale | Totale |
| Stagione        | Squadra         | Comp            | Pres       | Reti       | Comp            | Pres            | Reti            | Comp               | Pres               | Reti               | Comp        | Pres        | Reti        | Pres   | Reti   |        |
| --------------- | --------------- | --------------- | ---------- | ---------- | --------------- | --------------- | --------------- | ------------------ | ------------------ | ------------------ | ----------- | ----------- | ----------- | ------ | ------ | ------ |
| 2014            | Portuguesa      | A1/SP+B         | 0+9        | 0+1        | CB              | 0               | 0               |                    | -                  | -                  |             | -           | -           | 9      | 1      |        |
| 2015            | Portuguesa      | A1/SP+B         | 2+0        | 0          | CB              | 1               | 0               |                    | -                  | -                  |             | -           | -           | 3      | 0      |        |
| 2017            | Bonsucesso      | A/RJ            | 8          | 2          |                 | -               | -               |                    | -                  | -                  |             | -           | -           | 8      | 2      |        |
| 2018            | São Bernardo    | A2/SP           | 15         | 1          |                 | -               | -               |                    | -                  | -                  |             | -           | -           | 15     | 1      |        |
| 2018            | Botafogo-SP     | A1/SP+C         | 0+8        | 0          |                 | -               | -               |                    | -                  | -                  |             | -           | -           | 8      | 0      |        |
| 2019            | São Bernardo    | A2/SP           | 5          | 0          |                 | -               | -               |                    | -                  | -                  | CP          | 6           | 0           | 11     | 0      |        |
| 2019            | Oeste           | A1/SP+B         | 0+17       | 0          | CB              | 0               | 0               |                    | -                  | -                  |             | -           | -           | 17     | 0      |        |
| 2020            | Oeste           | A1/SP+B         | 6+0        | 0          | CB              | 1               | 0               |                    | -                  | -                  |             | -           | -           | 7      | 0      |        |
| 2020            | Internacional   | PD/RS+A         | 1+2        | 0          | CB              | 0               | 0               | CL                 | 2                  | 0                  |             | -           | -           | 5      | 0      |        |
| 2021            | Fortaleza       | PD/CE+A         | 4+5        | 0          | CB              | 5               | 0               |                    | -                  | -                  | CdN         | 7           | 1           | 21     | 1      |        |
| Totale carriera | Totale carriera | Totale carriera | 82         | 4          |                 | 7               | 0               |                    | 2                  | 0                  |             | 13          | 1           | 104    | 5      |        |

## Palmarès

### Club

#### Competizioni statali
- Campionato Carioca: 2

Vasco da Gama: 2015, 2016
- Taça Guanabara: 1

Vasco da Gama: 2016
- Taça Rio: 1

Vasco da Gama: 2017
- Campionato Cearense: 2

Fortaleza: 2021, 2022

#### Competizioni nazionali
- Campionato cinese: 1

Shanghai Haigang: 2024
- Coppa di Cina: 1

Shanghai Haigang: 2024